# Sellia Marina
Sellia Marina è un comune italiano di 7 746 abitanti della provincia di Catanzaro in Calabria. Quarto comune più popolato della provincia, dopo il capoluogo, Lamezia Terme e Soverato, è situato al vertice settentrionale di un'area densamente popolata che passa da Catanzaro e arriva fino a Soverato.

## Geografia fisica
Ha una superficie di 4.086 ettari e si trova nella zona settentrionale del Golfo di Squillace, tra i fiumi Simeri e Frasso, con quasi 14 km di ampia spiaggia sabbiosa compresi nei confini comunali.
Il clima è di tipo mediterraneo, caratterizzato da estati calde e secche e inverni miti e piovosi. La vegetazione naturale è costituita principalmente da macchia mediterranea e pinete costiere che caratterizzano la fascia litoranea, mentre l'entroterra è caratterizzato da terreni coltivati a ulivi, agrumi e ortaggi.

## Storia

### Origini mitologiche e storiche
Il territorio dell'attuale Sellia Marina è legato alla leggendaria città magno-greca di Trischene, citata nell’epopea dei ritorni che seguì la Guerra di Troia. Secondo la tradizione, alcuni profughi troiani guidati da Antenore approdarono lungo la costa tra i fiumi Simeri e Crocchio, presso la foce dell'antico fiume Uria.
Tra i fuggiaschi vi erano le principesse troiane Astiochema, Attila e Medicastena, sorelle del re Priamo, che fecero edificare tre templi: uno dedicato a Pale, sull'Uria; uno a Era, sul Crocchio; e uno ad Atena, su un’altura presso il Simeri, nell’area dell’odierno Colle del Sindaco. Intorno ai templi sorsero i nuclei abitativi di Paleopolis, Herapolis e Athenapolis.
Nel 400 a.C. Paleopolis, Herapolis e Athenapolis si unirono in una confederazione chiamata Trischene (dal greco Treis Schenè, "Tre Luoghi" o "Tre Chiese"). Divenne un centro di rilievo, grazie alla sua posizione favorevole ai traffici terrestri e marittimi.
Dopo la Seconda guerra punica, l’area passò sotto il dominio romano. La prosperità di Trischene perdurò fino all’VIII o al IX secolo, quando fu distrutta durante le invasioni saracene.
Il territorio comunale ha restituito numerosi reperti che attestano una presenza continua dal periodo greco-classico all’alto medioevo. Tra i ritrovamenti più significativi si annoverano una necropoli tardoantica, una villa romana e due fornaci risalenti al III secolo a.C. Inoltre, sono stati rinvenuti frammenti di ceramica greca risalenti al V secolo a.C. e un tratto di strada lastricata databile allo stesso periodo. Quest'ultima, scoperta durante gli scavi per la rete fognaria, potrebbe rappresentare un antico collegamento tra le colonie greche di Kroton e Skylletion. I ritrovamenti confermano l'importanza storica del sito lungo le rotte commerciali del Mediterraneo antico.

### Storia recente
È comune autonomo dal 14 dicembre 1956, con legge istitutiva N. 1439 del 13 dicembre dello stesso anno. Prima di tale data il suo territorio apparteneva ai comuni di Sellia, Simeri Crichi, Soveria Simeri, Magisano, Albi, Sersale e Cropani tutti in provincia di Catanzaro. Con d.P.R. del 27 ottobre 1958, n. 1078 invece ne sono stati determinati i confini, approvando la pianta planimetrica e la relazione descrittiva.
Sellia Marina è stata insignita del titolo di città il 17 maggio 2022. Il titolo è stato consegnato al sindaco il 15 luglio 2022.

## Monumenti e luoghi d'interesse

### Opere d’arte pubblica e monumenti
Nel territorio di Sellia Marina si trovano diverse opere d’arte pubblica e installazioni monumentali.
Nel giardino delle scuole elementari si trova la Fontana di Pinocchio, opera dello scultore Giuseppe Rito realizzata nel 1960. In piazza Roma, cuore del paese, sorge la Scala dell’Amore (2021), una grande installazione urbana dell’artista selliese Massimo Sirelli.
Nelle vicinanze, in via Mercato, adiacente alla Sala delle Culture intitolata al regista e documentarista Vittorio De Seta, è stato collocato nel 2024 il monumento in ferro dell’AVIS dal titolo L’Eroe Comune, anch’esso opera di Sirelli.
Sempre nel 2024, al centro del paese, è stato inaugurato il monumento bronzeo dedicato a Giuditta Levato, figura simbolo della lotta contadina calabrese, realizzato dallo scultore Luigi Verrino.

### Street art e arte diffusa
Di particolare interesse nella frazione Uria è il Sentiero Porte d’Artista, un progetto di riqualificazione urbana avviato nel 2020 e curato da Massimo Sirelli. Il percorso coinvolge circa venti artisti provenienti da tutta la Calabria, che hanno dipinto porte, finestre e serrande dismesse del centro storico, trasformandole in opere permanenti di arte urbana.

### Architettura religiosa
Tra gli edifici religiosi principali si annoverano:
la Chiesa del Santissimo Rosario, parrocchia matrice nel centro cittadino;
la Parrocchia Madonna del Carmine nella frazione Uria;
la chiesa Stella Maris, situata lungo la Strada statale 106;
la chiesa del Santissimo Rosario in località Calabricata;
la cappella di Santa Rita in contrada Frasso;
la Cappella De Seta nella frazione Feudo De Seta;

## Società

### Evoluzione demografica
Abitanti censiti

### Religione
Il comune è ripartito in due comunità parrocchiali: la Parrocchia Madonna del Carmine nella frazione di Uria, e la Parrocchia Ss. Rosario, la cui chiesa matrice è ubicata nel centro del comune. Le diverse chiese e cappelle presenti nel territorio comunale, afferiscono alle cure pastorali della Parrocchia Ss. Rosario, e sono: chiesa Stella Maris (SS Jonica 106); chiesetta del Santissimo Rosario (frazione Calabricata); cappella di Santa Rita (contrada Frasso); Cappella De Seta (frazione Feudo De Seta). Il Santo Patrono del comune è S. Nicola di Bari, festeggiato nella sua ricorrenza liturgica e nel mese di Maggio.

## Economia

### Artigianato
Tra le attività più tradizionali vi sono quelle artigianali, che si distinguono per la lavorazione del vetro.

### Agricoltura
Le aziende agricole sono sparse per tutto il territorio selliese. Tra le più importanti produzioni si distinguono le coltivazioni di clementine e agrumeti, olive e le attività vitivinicole.

### Turismo
Nel 2018 per la prima volta si aggiudica la Bandiera Blu, riconoscimento assegnato dalla FEE. Viene riconfermato nel 2019, nel 2020, nel 2021, nel 2022, nel 2023, nel 2024 e nel 2025.

## Infrastrutture e trasporti
Le vie di comunicazione più importanti sono la SS 106 ed il tratto ferroviario Taranto-Reggio Calabria sul quale non è però più attiva la stazione da diversi anni. Dista 21 km dal centro di Catanzaro (11 km dal quartiere di Catanzaro Lido), 55 km dall'aeroporto di Lamezia Terme, 50 km da Crotone e dall'aeroporto di Crotone, 50 km dalla Sila Piccola, 40 km da Soverato. I trasporti pubblici comunali non sono presenti mentre i collegamenti verso e da Catanzaro e Crotone sono garantiti parzialmente dal gruppo Autolinee Romano.

## Amministrazione
| Periodo        | Periodo        | Primo cittadino    | Partito                            | Carica  | Note |
| -------------- | -------------- | ------------------ | ---------------------------------- | ------- | ---- |
| 23 aprile 1995 | 13 giugno 1999 | Francesco Lostumbo | lista civica di centro             | sindaco |      |
| 13 giugno 1999 | 13 giugno 2004 | Antonio Biamonte   | lista civica di centro-sinistra    | sindaco |      |
| 13 giugno 2004 | 7 giugno 2009  | Giuseppe Amelio    | Alleanza Nazionale                 | sindaco |      |
| 7 giugno 2009  | 25 maggio 2014 | Giuseppe Amelio    | lista civica                       | sindaco |      |
| 25 maggio 2014 | 26 maggio 2019 | Francesco Mauro    | lista civica "Cambiamo Insieme"    | sindaco |      |
| 26 maggio 2019 | 10 giugno 2024 | Francesco Mauro    | lista civica "Continuiamo Insieme" | sindaco |      |
| 10 giugno 2024 | in carica      | Walter Placida     | lista civica "SiAmo Sellia Marina" | sindaco |      |